# رادار بیس (تگزاس)
رادار بیس (به انگلیسی: Radar Base) یک منطقهٔ مسکونی در ایالات متحده آمریکا است که در شهرستان ماوریک، تگزاس واقع شده‌است. رادار بیس ۱۰٫۹ کیلومتر مربع مساحت و ۷۶۲ نفر جمعیت دارد و ۲۶۵ متر بالاتر از سطح دریا واقع شده‌است.